# Göppenbach
Göppenbach ist ein Gemeindeteil der Gemeinde Altenthann und eine Gemarkung im Oberpfälzer Landkreis Regensburg (Bayern).

## Geografische Lage
Der Weiler Göppenbach liegt am linken Talhang des Sulzbachs, ungefähr 5 Kilometer nördlich von Altenthann.
Die Gemarkung Göppenbach hat eine Fläche von etwa 545,3 Hektar und je einen Gemarkungsteil in den Gemeinden Altenthann und Bernhardswald.

## Geschichte
Göppenbach wurde 1538 erstmals schriftlich erwähnt.
Ein Hof von Göppenbach war in den Händen des Klosters Reichenbach, der andere war ein einschichtiges Vogtgut der Kirche Pettenreuth. 1582 besaß einer der beiden Höfe vorübergehend Nutzungsrechte am Donaustaufer Forst. 1606 lagen die Rechte für beide Anwesen beim Landgericht Donaustauf. Mitte des 17. Jahrhunderts ging der Hof des Klosters Reichenbach in den Besitz des Klosters Walderbach über.
Die Gemeinde Göppenbach wurde durch das bayerische Gemeindeedikt von 1818 begründet. Sie gehörte zum Zuständigkeitsbereich des Herrschaftsgerichts Wörth der Fürsten von Thurn und Taxis und umfasste neben Göppenbach die Orte Aschenbrennermarter, Auersölden, Bruckhäusl, Forsthof, Forstmühle, Gsellhof, Gsellmühle, die Hütte, Hornismühle, Jagdhaus Thiergarten, Kropfersberg, Leibgütl, Pfittershof, Refthal, Scherbatzen, Schopflohe, Steinbuckl, Steinklippen und Wiesing. Die Reste der adeligen Gerichtsherrschaft wurden in der Revolution 1848 beseitigt. 1946 wurde die Gemeinde Göppenbach größtenteils nach Altenthann eingegliedert, die Orte Forsthof und Leibgütl kamen zur Gemeinde Frauenzell.
Zum Stichtag 23. März 1913 (Osterfest) gehörte Göppenbach zur Pfarrei Altenthann und hatte 6 Häuser und 36 Einwohner.
Am 31. Dezember 1990 hatte Göppenbach 35 Einwohner und gehörte weiterhin zur Pfarrei Altenthann.